# Dylan Bibic
Dylan Bibic (Milton, 3 agosto 2003) è un pistard e ciclista su strada canadese che corre per il team Israel Premier Tech Academy. Su pista si è laureato campione del mondo nello scratch nel 2022.

## Palmarès

### Pista
- 2022

Festival of Speed, Omnium
Fastest Man on Wheels, Americana (con Mathias Guillemette)
US Sprint Grand Prix, Omnium
Campionati panamericani, Omnium
Campionati panamericani, Americana (con Michael Foley)
Campionati panamericani, Corsa a eliminazione
Campionati canadesi, Omnium
Campionati canadesi, Americana (con Mathias Guillemette)
Campionati del mondo, Scratch
Berlino, Corsa a eliminazione
- 2023

Campionati canadesi, Omnium
Campionati canadesi, Americana (con Mathias Guillemette)
Campionati canadesi, Scratch
Campionati panamericani, Omnium
Campionati panamericani, Americana (con Mathias Guillemette)
Campionati panamericani, Corsa a eliminazione
Campionati panamericani, Scratch
Campionati panamericani, Inseguimento a squadre (con Michael Foley), Mathias Guillemette e Sean Richardson)
Palma de Mallorca, Corsa a eliminazione
Berlino, Scratch
Saint-Quentin-en-Yvelines, Scratch
Saint-Quentin-en-Yvelines, Corsa a eliminazione
- 2024

Campionati canadesi, Omnium
Campionati canadesi, Corsa a eliminazione
Campionati canadesi, Corsa a punti
Coppa delle Nazioni (Adelaide), Omnium
Coppa delle Nazioni (Adelaide), Corsa a eliminazione
Coppa delle Nazioni (Milton), Corsa a eliminazione
Saint-Quentin-en-Yvelines, Scratch
Apeldoorn, Corsa a eliminazione
Londra, Corsa a eliminazione

## Piazzamenti

### Competizioni mondiali
- Campionati del mondo su pista

Il Cairo 2021 - Corsa a punti Junior: vincitore
Il Cairo 2021 - Omnium Junior: 2º
Il Cairo 2021 - Americana Junior: 3º
Saint-Quentin-en-Yvelines 2022 - Scratch: vincitore
Saint-Quentin-en-Yvelines 2022 - Inseguimento sq.: 11º
Saint-Quentin-en-Yvelines 2022 - Omnium: 10º
Saint-Quentin-en-Yvelines 2022 - Eliminazione: 24º
Saint-Quentin-en-Yvelines 2022 - Americana: 13º
Glasgow 2023 - Inseguimento a squadre: 6º
Glasgow 2023 - Scratch: 6º
Glasgow 2023 - Omnium: 13º
Glasgow 2023 - Corsa a eliminazione: 2º
Ballerup 2024 - Scratch: 18º
Ballerup 2024 - Omnium: 14º
Ballerup 2024 - Corsa a eliminazione: 3º
- Campionati del mondo su strada

Fiandre 2021 - Cronometro maschile Junior: 19º
Fiandre 2021 - In linea maschile Junior: ritirato
Giochi olimpici
Parigi 2024 - Inseguimento a squadre: 7º
Parigi 2024 - Omnium: 19º